# Belmont (Durham)
Belmont – wieś w Anglii, w hrabstwie Durham. Leży 4 km na wschód od miasta Durham i 376 km na północ od Londynu.